# Ullensvang
Ullensvang est une kommune de Norvège. Elle est située dans le comté de Vestland.